# Samtsha Rinpoche
Samtsha Rinpoche (tib.: zam tsha) bzw. Samtsha Tshang Rinpoche (tib.: zam tsha tshang) u. a. ist eine Inkarnationslinie der Gelug-Schule des tibetischen Buddhismus. Ihr traditioneller Stammsitz ist das 1710 gegründete Kloster Labrang in Amdo in der chinesischen Provinz Gansu, das neben dem Kloster Kumbum das zweite bedeutende Kloster Amdos ist. Ihre Vertreter zählen zu den vier sogenannten Vier großen Trülkus (chin. Si da huofo) des Labrang-Klosters. Ein berühmter Vertreter der Reihe ist der 2. Samtsha Tshang Jigme Namkha ( 'jigs med nam mkha' ; 1768–1821). Sie geht auf Ngawang Namkha Sangpo (ngag dbang nam mkha' bzang po; 1690–1749) zurück, der aus dem Samtsha (zam tsha)-Gebiet im heutigen Kreis Luqu (Luchu) der Provinz Gansu stammt.

## Liste der Samtsha Rinpoches
| Nr. | Name                     | Lebensdaten | Umschrift nach Wylie             | chin.                                |
| --- | ------------------------ | ----------- | -------------------------------- | ------------------------------------ |
| 1.  | Ngawang Namkha Sangpo    | 1690–1749   | ngag dbang nam mkha' bzang po    | Awang Nanka Sangbo 阿旺南卡桑波      |
| 2.  | Jigme Namkha             | 1768–1821   | 'jigs med nam mkha'              | Jinmei Nanka 晋美南卡                |
| 3.  | Lobsang Thrinle Gyatsho  | 1821–1832   | blo bzang 'phrin las rgya mtsho  | Luozang Chengle jiacuo 罗藏称勒嘉措  |
| 4.  | Jigme Samdrub Gyatsho    | 1833–1879   | 'jigs med bsam 'grub rgya mtsho  | Jinmei Sangzhu Jiacuo 察晋美桑珠嘉措 |
| 5.  | Kelsang Jigme Namkha     | 1880–1899   | skal bzang 'jigs med nam mkha'   | Gazang Jinmei Nanka 噶藏晋美南喀     |
| 6.  | Kelsang Lungrig Gyatsho  | 1900–1958   | skal bzang lung rigs rgya mtsho  | Gesang Longri Jiacuo 格桑隆日嘉措    |
| 7.  | Lobsang Namkha Gyeltshen | 1982-       | blo bzang nam mkha' rgyal mtshan |                                      |